# Russell Johnson (seriemoordenaar)
Russell Maurice Johnson (1947) is een Canadese seriemoordenaar die veroordeeld werd voor het verkrachten en vermoorden van ten minste drie vrouwen in de jaren zeventig, hoewel zijn totale aantal slachtoffers later hoger bleek te liggen. Hij staat ook bekend als de Bedroom Strangler.

## Werkwijze
Johnson achtervolgde zijn slachtoffers tot aan hun huizen en wachtte daar tot ze sliepen voor hij aanviel. Soms bekeek hij de slapende vrouwen eerst uren, voor hij tot seksueel geweld en moord door verstikking overging.

## Veroordeling
Johnson werd na zijn arrestatie aangeklaagd voor de moorden op Diane Beitz, Louella George en Donna Veldboom, maar in 1978 ontoerekeningsvatbaar verklaard. Sindsdien zit hij opgesloten in een beveiligde afdeling van een psychiatrische instelling in Penetanguishene (Ontario). Na zijn opsluiting bekende Johnson zeven moorden en nog tien gevallen waarin hij een vrouw non-fataal aanviel in een periode van achttien jaar.
Veel van zijn dodingen werden in eerste instantie niet als moord opgemerkt, vanwege het ontbreken van sporen van geweld. De doodsoorzaak van zowel Mary Hicks als Eleanor Hartwick werd bijvoorbeeld in eerste instantie toegeschreven aan een verkeerde reactie op medicijnen. Pas bij de lijken van Beitz en George werd verstikking duidelijk opgemerkt, in hun gevallen door verwurging.

## Slachtoffers
Johnsons (gedode) slachtoffers waren:
- Mary Hicks (20)
- Alice Ralston (42)
- Eleanor Hartwick
- Doris Brown (49)
- Diane Beitz
- Louella Jeanne George
- Donna Veldboom (22)